# Horkay Elemér
Horkay Elemér (Szeged, 1876. március 27. – Nagyvárad, 1924. január 12.)  újságíró, író.

## Életpályája
Pécsett, Miskolcon, Kassán, Máramarosszigeten hírlapoknál dolgozott, 1921-től a Nagyvárad című lap belső munkatársa. Népszerű regényeket fordított, alkalmi színműveit játszották, Doktor Halál című moziszkeccsét Máramarosszigeten mutatták be (1912), munkái közül Nagyváradon jelent meg Álmodik a robotos című tárcagyűjteménye (1914), Huszárok című regénye (1915) és Talmida című szatirikus írása (év nélkül) Nagyváradról, a város élő alakjainak felvonultatásával. 1919-ben az Érdekes Hét szerkesztője Nagyváradon.

## További irodalom
- Jordáky Lajos: Az erdélyi némafilmgyártás története (1903–1930). 1980. 131. Horkay Elemér Itt tévesen mint "Harvay Elemér" szerepel.